# 東菲士蘭的安娜
東菲士蘭的安娜（德語：Anna von Ostfriesland；1562年6月26日—1621年4月19日），普法爾茨選侯夫人，東菲士蘭伯爵埃查德二世的女兒。

## 婚姻
1583年7月，安娜與普法爾茨選侯路德維希六世。同年10月路德維希去世，兩人沒有子女。
1585年，安娜與巴登-杜爾拉赫藩侯恩斯特·腓特烈結婚，兩人沒有子女。
恩斯特·腓特烈於1604年去世。1617年，安娜與薩克森-勞恩堡的尤利烏斯·海因里希結婚，兩人沒有子女。